# Anna (Go to Him)
Anna (Go to Him) är en låt skriven av soulsångaren Arthur Alexander. En version inspelad av honom gavs ut som singel 1962. Låten har även blivit känd i en coverversion med The Beatles och gavs även ut som singel av det svenska bandet Melvins 1965.

## The Beatles version
"Anna (Go to Him)" var den sjunde låten som spelades in vid en pressade session den 11 februari 1963. Sedan man slösat bort några timmar på "Hold Me Tight" (13 misslyckade tagningar) bestämde man sig för att i snabb takt riva av några covers som man kunde väl, däribland "Anna (Go to Him)". Låten kom med på LP:n Please Please Me (utgiven i England 22 mars 1963) medan den i USA ingick på en LP vid namn Introducing... The Beatles (utgiven 22 juli 1963).

### Musiker
- John Lennon - sång, akustisk kompgitarr
- Paul McCartney - bas, stämsång
- George Harrison - gitarr, stämsång
- Ringo Starr - trummor

Medverkande enligt Ian MacDonald.

## Melvins version
"Anna (Go to Him)" spelades in vid ett liveframträdande i Emmaboda tillsammans med låten "The Man Down There" och gavs ut på EP 1965.

### Musiker
- Roger Rönning - sång, gitarr
- Jörgen Sjöström - gitarr, sång
- Svenne Albrektsson - bas
- Alf Fritzon - trummor